# Yibbi Jansen
Yibbi Jansen (* 18. November 1999 in Gemonde) ist eine niederländische Hockeyspielerin. 2022 wurde sie Weltmeisterin, 2023 Europameisterin und 2024 Olympiasiegerin.

## Leben
Die Tochter des Hockeyspielers Ronald Jansen siegte 2017 mit der niederländischen Juniorinnen-Auswahl bei der Junioreneuropameisterschaft, 2019 wurden die Niederländerinnen Zweite hinter den Spanierinnen.
Die defensive Mittelfeldspielerin debütierte im Januar 2018 in der Nationalmannschaft und bestritt 82 Länderspiele, in denen sie 71 Tore erzielte.(Stand 9. August 2024)
Ihr erstes großes Turnier war die Weltmeisterschaft 2022 in Amstelveen und Terrassa. Die Niederländerinnen gewannen ihre Vorrundengruppe, wobei Jansen in der Vorrunde zwei Treffer beisteuerte. Nach dem Viertelfinalsieg über die Belgierinnen in Amstelveen mussten die Niederländerinnen für die Finalspiele nach Terrassa. Im Halbfinale gewann die Mannschaft mit 1:0 gegen die Australierinnen. Im Finale siegten die Niederländerinnen mit 3:1 gegen Argentinien.
Im Jahr darauf gewannen die Niederländerinnen bei der Europameisterschaft 2023 in Mönchengladbach alle fünf Spiele. Nach einem 7:0-Halbfinalsieg gegen die Engländerinnen bezwang die Mannschaft im Finale die Belgierinnen mit 3:1. Yibbi Jansen wurde mit sieben Treffern, allesamt aus Strafecken, Torschützenkönigin.
Im August 2024 bei den Olympischen Spielen in Paris besiegten die Niederländerinnen im Viertelfinale die Britinnen mit 3:1. Nach einem 3:0-Sieg im Halbfinale gegen die Argentinierinnen gewannen die Niederländerinnen im Endspiel gegen die Chinesinnen im Shootout, nachdem es am Ende der regulären Spielzeit 1:1 gestanden hatte. Yibbi Jansen war in allen acht Spielen dabei und erzielte insgesamt neun Tore, darunter den einzigen Treffer im Finale.
Yibbi Jansen wechselte 2016 von HC ’s-Hertogenbosch zum Hockeyclub Oranje-Rood in Eindhoven. 2019 ging die Strafeckenspezialistin aus Studiengründen zum Stichtse Cricket en Hockey Club.